# Ardisia lankaensis
Ardisia lankaensis är en viveväxtart som beskrevs av A.J.G.H. Kostermans. Ardisia lankaensis ingår i släktet Ardisia och familjen viveväxter. Inga underarter finns listade i Catalogue of Life.